# Рехтмеринг
Рехтмеринг (нем. Rechtmehring) — община в Германии, в земле Бавария. 
Подчиняется административному округу Верхняя Бавария. Входит в состав района Мюльдорф-на-Инне.  Население составляет 1837 человек (на 31 декабря 2010 года). Занимает площадь 24,33 км².
Коммуна подразделяется на 59 сельских округов.